# جو برادلي (لاعب كرة سلة)
جو برادلي (24 سبتمبر 1928 في الولايات المتحدة - 5 يونيو 1987 في الولايات المتحدة) (بالإنجليزية: Joe Bradley)‏ هو لاعب كرة سلة أمريكي في مركز هجوم خلفي. لعب مع شيكاغو ستايغس.

## وصلات خارجية
- جو برادلي على موقع إن بي أي (الإنجليزية)
- جو برادلي على موقع سبورتس رفرنس (الإنجليزية)
- جو برادلي على موقع كلية كرة السلة في سبورتس رفرنس.كوم (الإنجليزية)
- جو برادلي على موقع ريلجم (الإنجليزية)
- جو برادلي على موقع بروبوليرز (الإنجليزية)